# Cathy Ubels

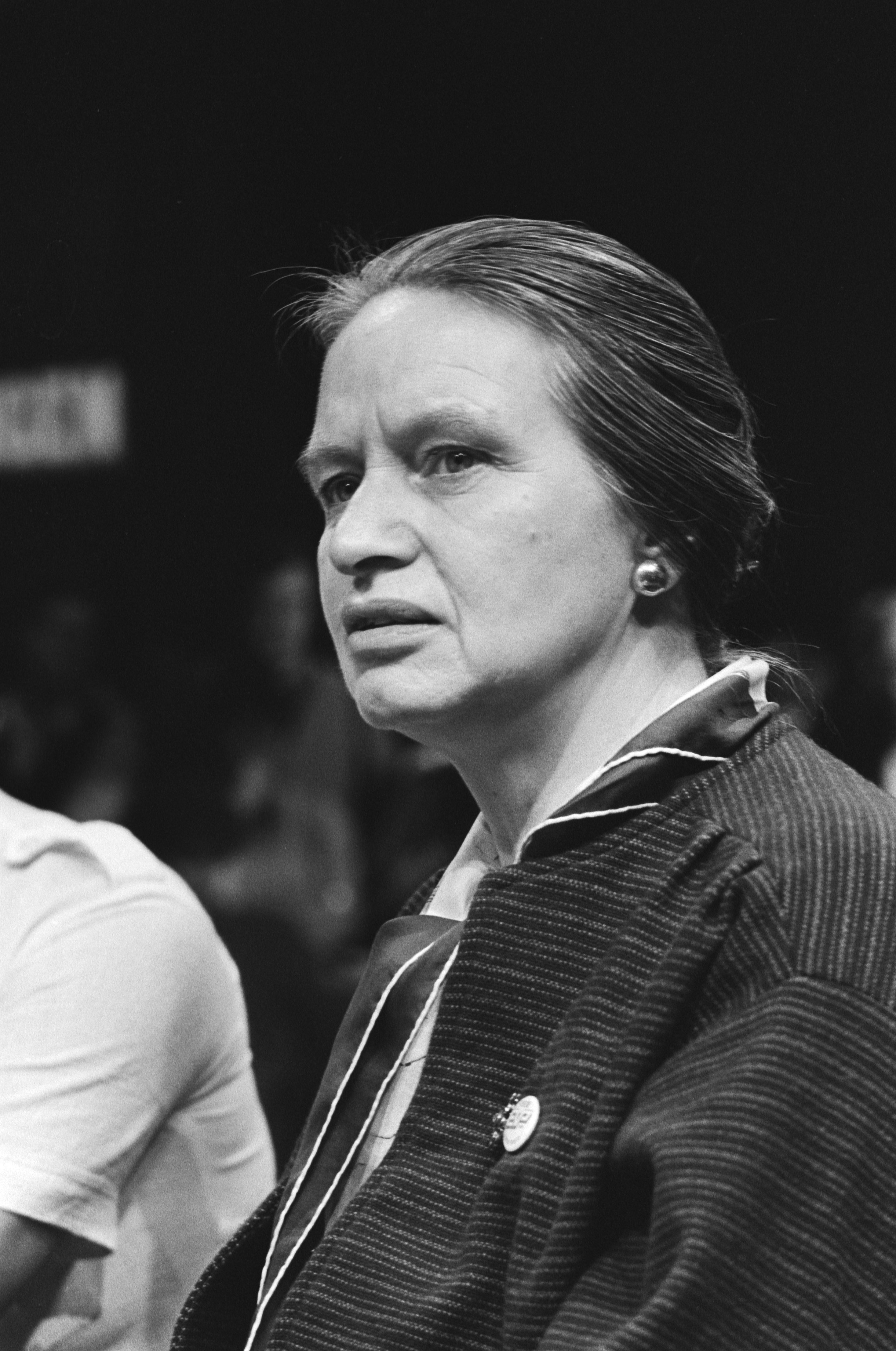
Cathy Ubels

Catharina (Cathy) Ubels-Veen (* 28. Oktober 1928 in Kampen; † 17. Februar 2015 in Amsterdam) war eine niederländische Politikerin (ARP, CDA, EVP). Sie war das einzige Mitglied der EVP, das jemals in der Zweiten Kammer der Generalstaaten als Abgeordneter vertreten war.

## Leben
Ubels-Veen ist gelernte Sekretärin, ein späteres Studium der Soziologie an der Freien Universität Amsterdam schloss sie nicht ab. 1975 wurde sie Mitglied der protestantischen Partei ARP, die sich 1980 mit der ebenfalls protestantischen CHU und der katholischen KVP zur überkonfessionellen christlichen Partei CDA zusammenschloss. In ihrem Eintrittsjahr wurde sie auch Abgeordnete im Gemeinderat von Dokkum. 1982 verließ sie den CDA und schloss sich der kleinen protestantischen Partei EVP an, ihre Zeit im Gemeinderat endete damit ebenfalls. Bei den im gleichen Jahr abgehaltenen Parlamentswahlen war sie Spitzenkandidatin ihrer Partei, die 0,7 % erreichte und damit einen Sitz erringen konnte. Damit wurde Ubels-Veen die einzige Abgeordnete der EVP im Parlament.
Bei den Wahlen von 1986 war sie erneut Spitzenkandidatin, allerdings konnte die EVP diesmal nicht ins Parlament einziehen. Den Zusammenschluss der EVP mit den kleinen linken Parteien PPR, PSP und CPN zur gemeinsamen Liste GroenLinks vollzog sie nicht mit, im Juni 1989 verließ sie ihre Partei und schloss sich anschließend keiner anderen mehr an.